# Château de Bouthéon
Pour les articles homonymes, voir Bouthéon.
Le château de Bouthéon est situé dans la plaine du Forez, sur la commune d'Andrézieux-Bouthéon, dans le département de la Loire, en région Auvergne-Rhône-Alpes. Initialement place forte médiévale, il devint résidence Renaissance puis bourgeoise.
Ancienne propriété des La Fayette, des Bourbon et des Gadagne, le château de Bouthéon appartient, depuis 1995, à la ville qui l'a restauré et transformé en site culturel et touristique comprenant musée, aquarium, parc animalier et botanique, ainsi qu'espaces pour les séminaires d'entreprises.

## Situation

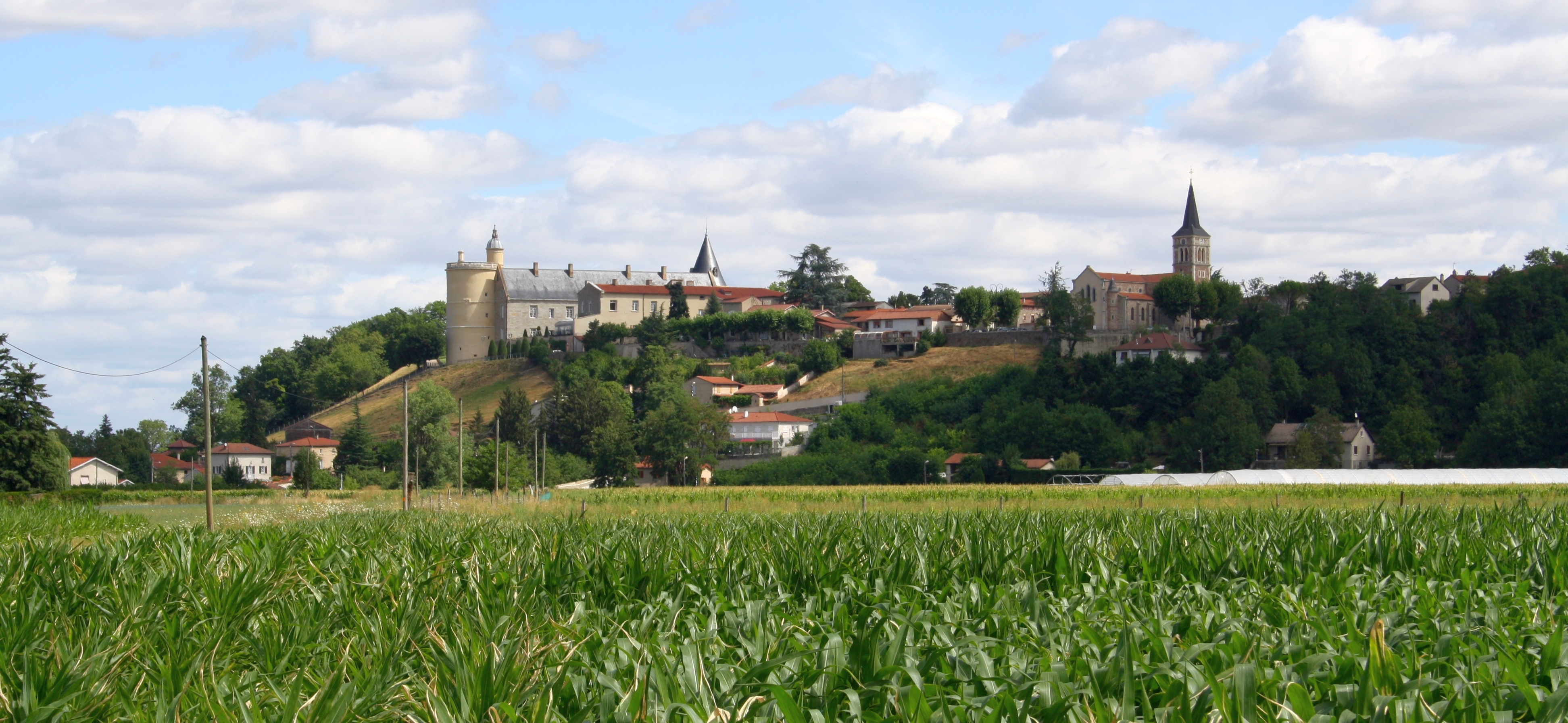
Vue sur le château de Bouthéon.

Le château de Bouthéon est situé dans le département français de la Loire, sur la commune d'Andrézieux-Bouthéon, sur un promontoire dominant le fleuve Loire et la zone maraichère des Chambons.
Depuis la grande tour du belvédère du château, la vue porte sur la plaine et les Monts du Forez, le Mont du Pilat et les Monts du Lyonnais ainsi que sur la Réserve naturelle régionale des gorges de la Loire. On peut y apercevoir 27 clochers ainsi que, notamment, le château d'Essalois, le château de Montrond et le prieuré de Saint-Romain-le-Puy.

## Histoire

### Moyen Âge
Les premiers textes qui évoquent le château de Bouthéon (autrefois Bothéon) nous indiquent qu’il existe au moins depuis le XIIIe siècle,, même si son architecture a fortement évolué depuis cette époque. Cette place forte, qui permettait de surveiller à la fois le fleuve Loire, la plaine et les monts du Forez, les monts du Lyonnais et le Pilat, fut propriété des comtes du Forez entre le XIIIe siècle et le XIVe siècle, avant de passer en 1322 aux mains de Gaudemar de Reveux et de ses héritiers, seigneurs de Reveux et du Fay, puis de Robert de Chalus en 1386, et enfin de Louis II de Joyeuse vers 1420 (père de Tanneguy et grand-père de Louis),.
Le 15 janvier 1423, le maréchal Gilbert III Motier de La Fayette y épousa Jeanne de Joyeuse (la sœur de Louis II de Joyeuse ci-dessus) qui apportait le château en dot. Leur second fils, Antoine Motier (1426-1480), fut « seigneur de Bothéon » mais le vicomte Tanneguy de Joyeuse (v. 1420-v. 1486), son cousin, fils de Louis II, revendiqua également ce titre. Le litige ne fut réglé que vers 1479-1480 et le fils cadet de Tanneguy, Louis de Joyeuse (v. 1450-1498 ; marié en 1477 à Jeanne de Bourbon-Vendôme, dame de Rémalard et de Préaux), put transmettre les terres de Bouthéon à son fils François († 1519) et à sa petite-fille Jeanne de Joyeuse,.
En 1462, Jean II, Duc de Bourbon (1426-1488), acheta le château (sans la seigneurie) et y installa une de ses maîtresses, Marguerite de Bruant avec qui il eut un fils : Mathieu de Bourbon.

### Époque moderne
Fils naturel d'un duc capétien, proche du roi Charles VIII, amiral de Guyenne, le Grand Bâtard Mathieu de Bourbon (v. 1462-1505) fut propriétaire de Bouthéon de 1486 à sa mort en 1505. Ce serait lui qui fit construire, probablement à son retour de la première guerre d'Italie en 1495, l'actuelle aile nord du château et son décor aux emblèmes des ducs de Bourbon, de la reine Anne de Bretagne et des rois Charles VIII et Louis XII. À la mort de Mathieu, célibataire et sans enfant, le château est transmis à sa cousine, la duchesse Suzanne de Bourbon, qui le revendra en 1519, par l'intermédiaire de sa mère Anne de France, à Jean II de Saint-Chamond. Le fils de ce dernier, Claude (mort en 1521), héritier du château, épousera Jeanne de Joyeuse (rencontrée plus haut, petite-fille de Louis de Joyeuse), héritière féodale des terres de Bouthéon.
En juillet 1523, la veille de rencontrer à Montbrison l'émissaire de Charles Quint, le connétable Charles III de Bourbon déjeune au château de Bouthéon avec Antoine de Chabannes, évêque du Puy, Jacques Hurault de Cheverny, évêque d’Autun, Hector d’Angeray, seigneur de Saint-Bonnet et Jean de Poitiers
, seigneur de Saint-Vallier, père de Diane de Poitiers.
En 1561, Guillaume de Gadagne (1534-1601), sénéchal de Lyon issu d'une famille de grands négociants lyonnais d'origine florentine, achète le château de Bouthéon, ses 189 hectares de terrains, dont 82 hectares de terres labourables à Gaspard de Montmorin-Saint-Hérem (fils de Jeanne de Joyeuse, né de son second mariage, le 12 février 1526, avec François de Montmorin-Saint-Hérem). Guillaume de Gadagne fait de ce château sa résidence principale où, avec son épouse Jeanne de Sugny, il accueille des hommes de lettres et des artistes qui lui dédieront leurs œuvres. Guillaume se fait même appeler "Monsieur de Bothéon".
Le 19 mai 1704, le Marquis Gabriel-Alphonse de Sassenage se marie au château de Bouthéon avec Catherine Ferdinande d'Hostun de La Baume, fille du maréchal Camille d'Hostun, duc d'Hostun et comte de Tallard, issus des Gadagne.

### Epoque contemporaine
À la fin du XVIIIe siècle, le comte de Pons, descendant et héritier des Gadagne d'Hostun, vend le château et les 642 hectares qui l'entourent, à cette époque, à Claude Antoine Praire de Neysieux (1759-1793), fabricant de rubans (cf. au XIXe siècle, les Praire à la Péguette, à St-Rambert). Victime du siège de Lyon, ce dernier est fusillé en 1793 et le château est revendu en 1803 à Grailhe, futur baron de Montaima, tandis que les terres, bois et étangs sont partagés ensuite entre divers acquéreurs.
En 1878, Claude Coignet (1820-1911), rubanier de Saint-Étienne (Maison Gérentet et Coignet), achète le château et réaménage l'aile nord : escalier d'honneur, sols en mosaïques, boiseries, poutres décorés, etc. Certains éléments provenaient d'autres châteaux comme un buste de Marc-Aurèle (retourné depuis au Château de la Bastie d'Urfé) ou la cheminée monumentale du petit salon originaire du château des Évêques-du-Puy à Monistrol-sur-Loire.
Du 1er septembre 1914 au 31 décembre 1915, à l'initiative de François Calemard, petit-fils de Claude Coignet, Bouthéon devient l'hôpital bénévole HB 27bis, avec 32 lits où sont soignés des soldats convalescents.
En 1938, la famille Coignet-Calemard-Allimant revend le domaine aux Hospices civils de Saint-Etienne qui souhaitait en faire un Hôpital psychiatrique. Mais la Seconde Guerre mondiale en décidera autrement. Le château abritera des réfugiés lorrains en 1940.
En 1961, le château devient la propriété de Paul Grousset, industriel de Saint-Just-sur-Loire.
En 1995, le domaine du château de Bouthéon est acheté par la ville d'Andrézieux-Bouthéon qui le restaure et le met en valeur pour l'ouvrir au public à partir des années 2006-2007. Désormais, le domaine accueille un large public venant découvrir un château à l'architecture complexe mais restauré avec soin ainsi que diverses thématiques mises en exposition comme le Forez, le Fleuve Loire ou les animaux et plantes domestiqués.
Au fil des siècles, les propriétaires successifs ont ainsi modifié, aménagé et agrandi cette demeure pour l'adapter à leurs besoins et à la mode du temps : place forte médiévale, château de plaisance, résidence Renaissance, appartements bourgeois, site culturel et touristique.

## Architecture

### Le château
Actuellement, le château à proprement parler est composé de deux grands bâtiments parallèles, donnant sur une grande cour d’honneur.
Le bâtiment nord est une longue construction terminée par deux hautes tours. Il aurait été édifié à la fin du XVe siècle par Mathieu de Bourbon et fortement remanié au XIXe siècle dans un style néogothique par Claude Coignet, rubanier stéphanois.
Le bâtiment sud est une longue construction terminée d'un côté par une serre et de l'autre par la tour d'accueil. Cet édifice semble plus récent que le bâtiment nord, notamment en raison de la toiture et de l'enduit qui recouvrent la façade en galets de la Loire. Ce nouvel aspect de l'aile sud daterait du XVIe siècle avec le passage de Guillaume de Gadagne en tant que propriétaire. En réalité, c'est la construction la plus ancienne du château puisqu'elle renferme les restes du donjon médiéval, aujourd'hui totalement invisible de l'extérieur.
Dans la cour basse du château (côté sud), les locaux annexes sont composés de lieux de visite (sellerie ; forge ; abris pour chariot, calèche, batteuse, alambic) et d'espace techniques (boxes de rangement, local chaufferie, etc.).
En 2004, les travaux de restauration du château de Bouthéon ont mis au jour, sous le pont dormant menant à la cour d'honneur, un moineau caponnière construit probablement au XVe siècle afin de protéger le château. Les armes qui étaient utilisées dans ce moineau pourraient être des hacquebutes à crocs.
La particularité de ce moineau est sa situation en plein milieu des douves sèches, sans attaches avec l'escarpe. Le pont dormant visible actuellement n'aurait été ajouté que par la suite.
Nicolas Faucherre, spécialiste d'architecture médiévale, a réalisé un plan détaillé de ce moineau caponnière.

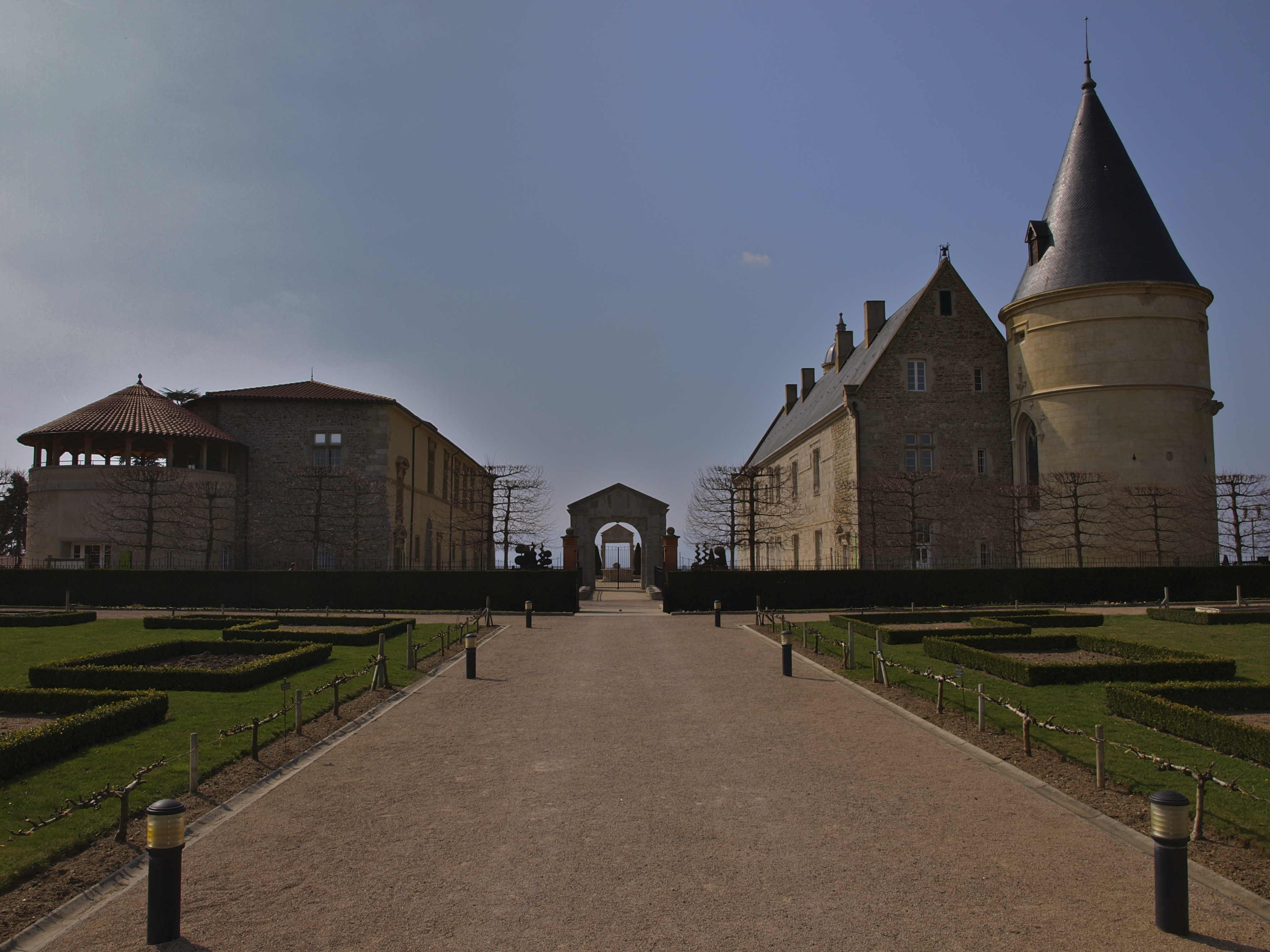
Entrée du château de Bouthéon.
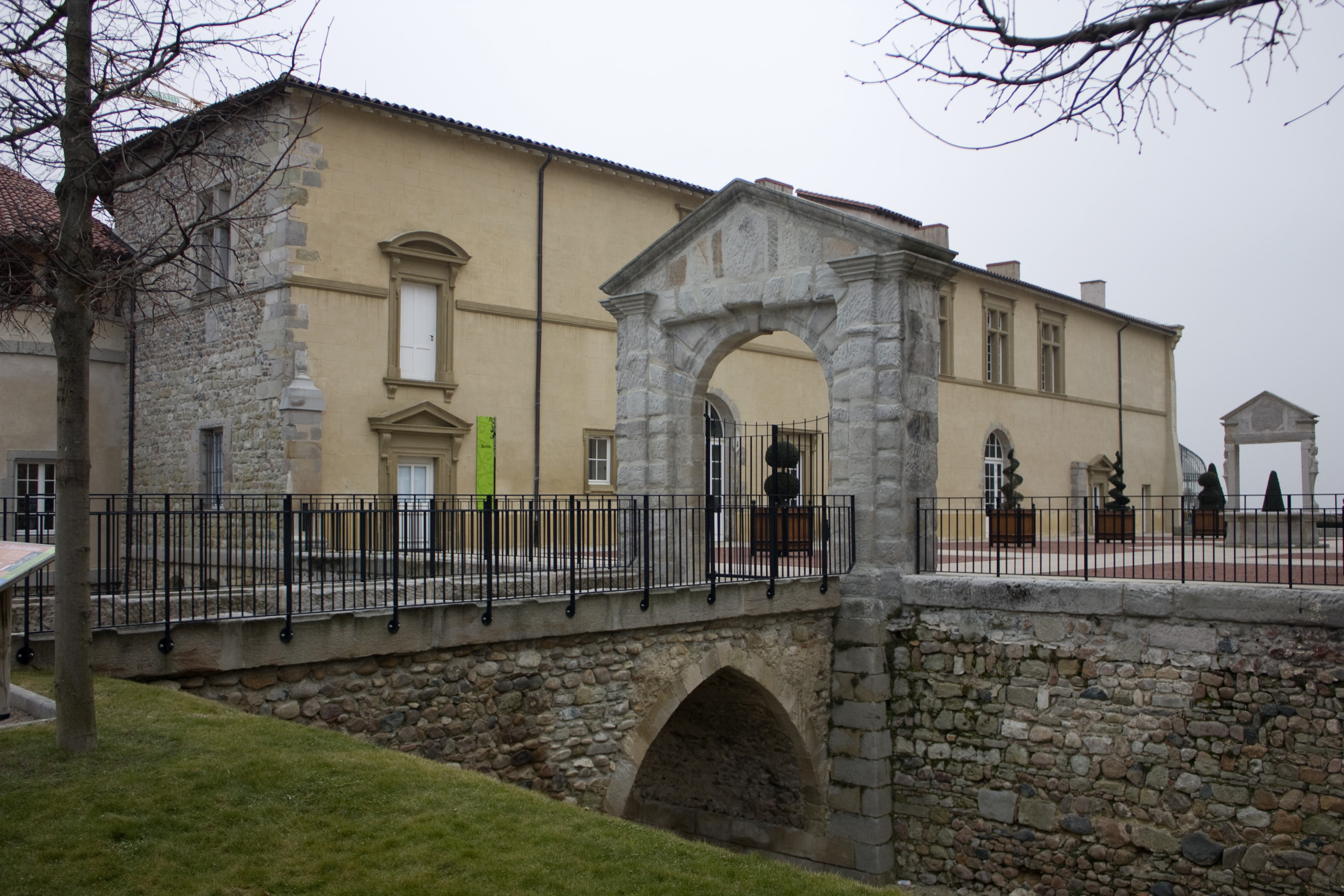
Aile sud et pont dormant.
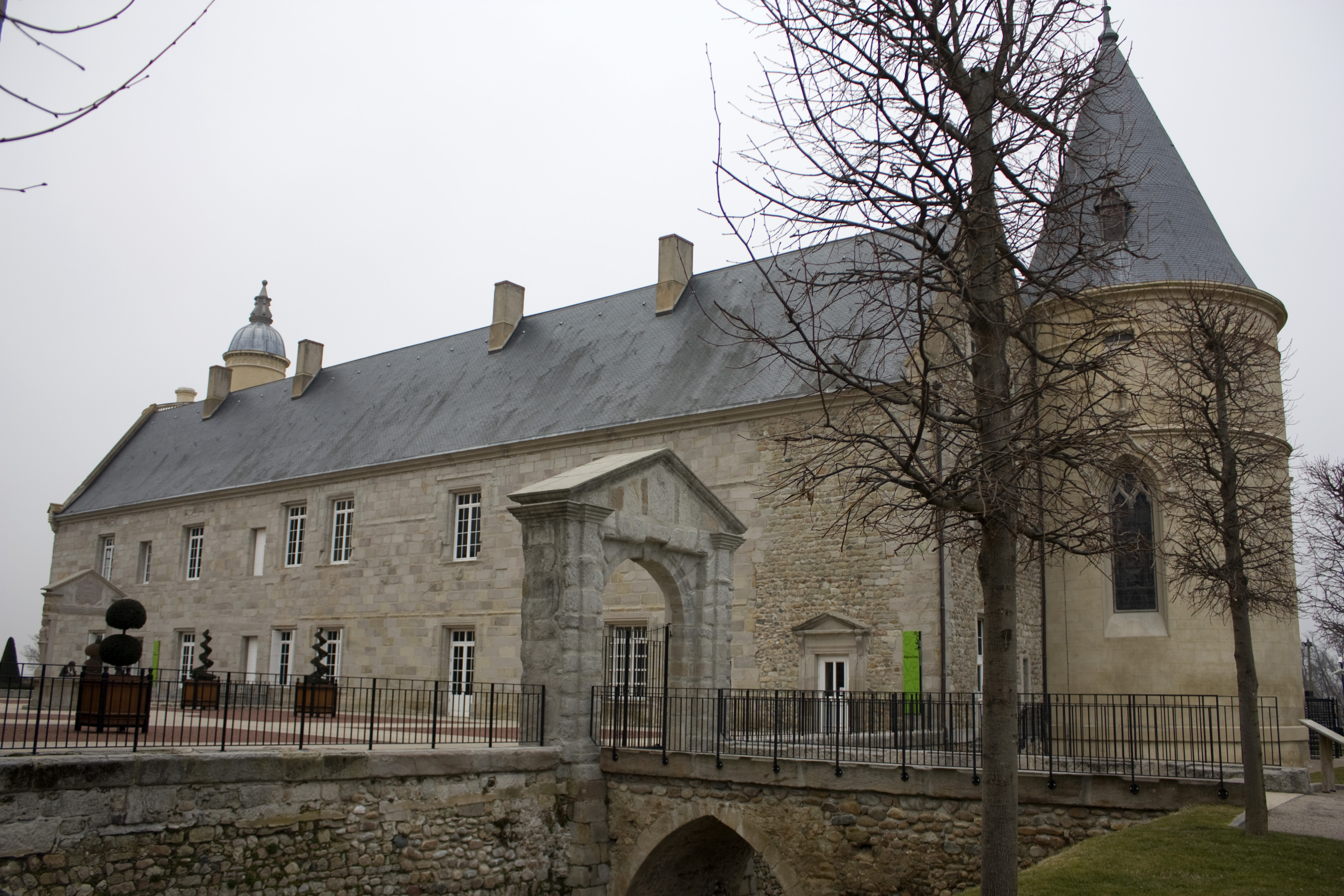
L'aile nord côté cour.
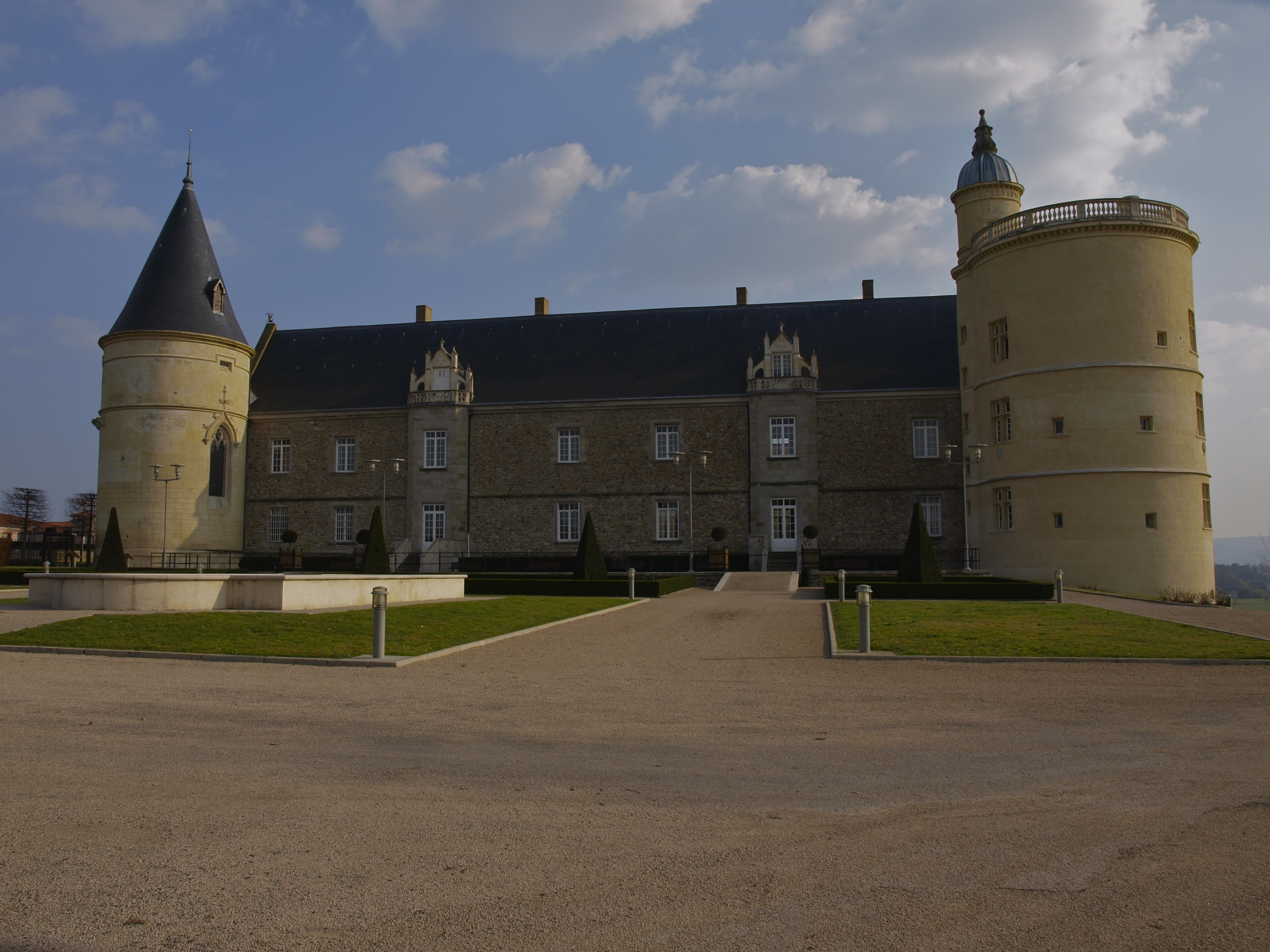
L'aile nord côté parc.
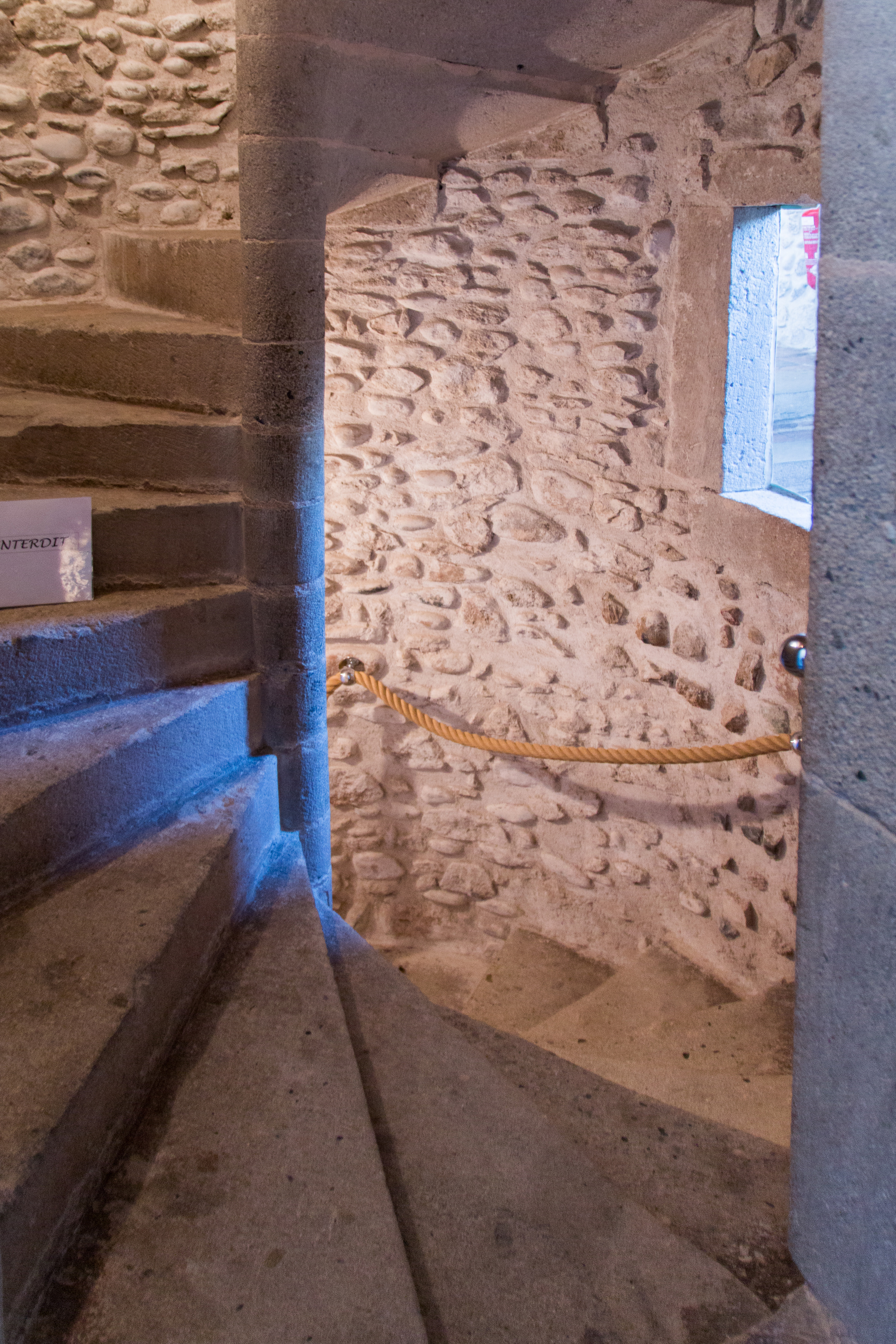
Escalier adossé au donjon (aile sud).
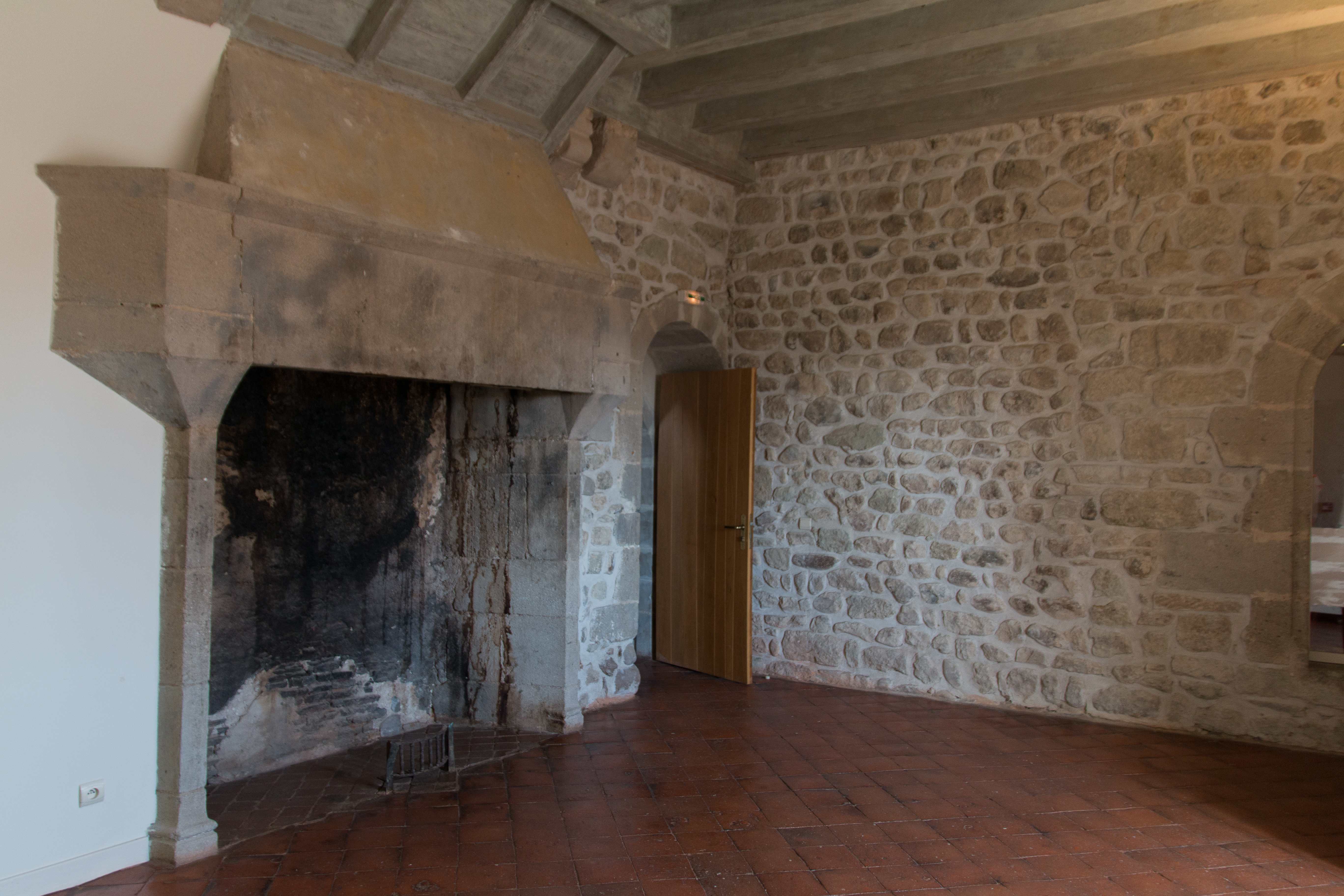
Donjon, salle du 1er étage (aile sud).
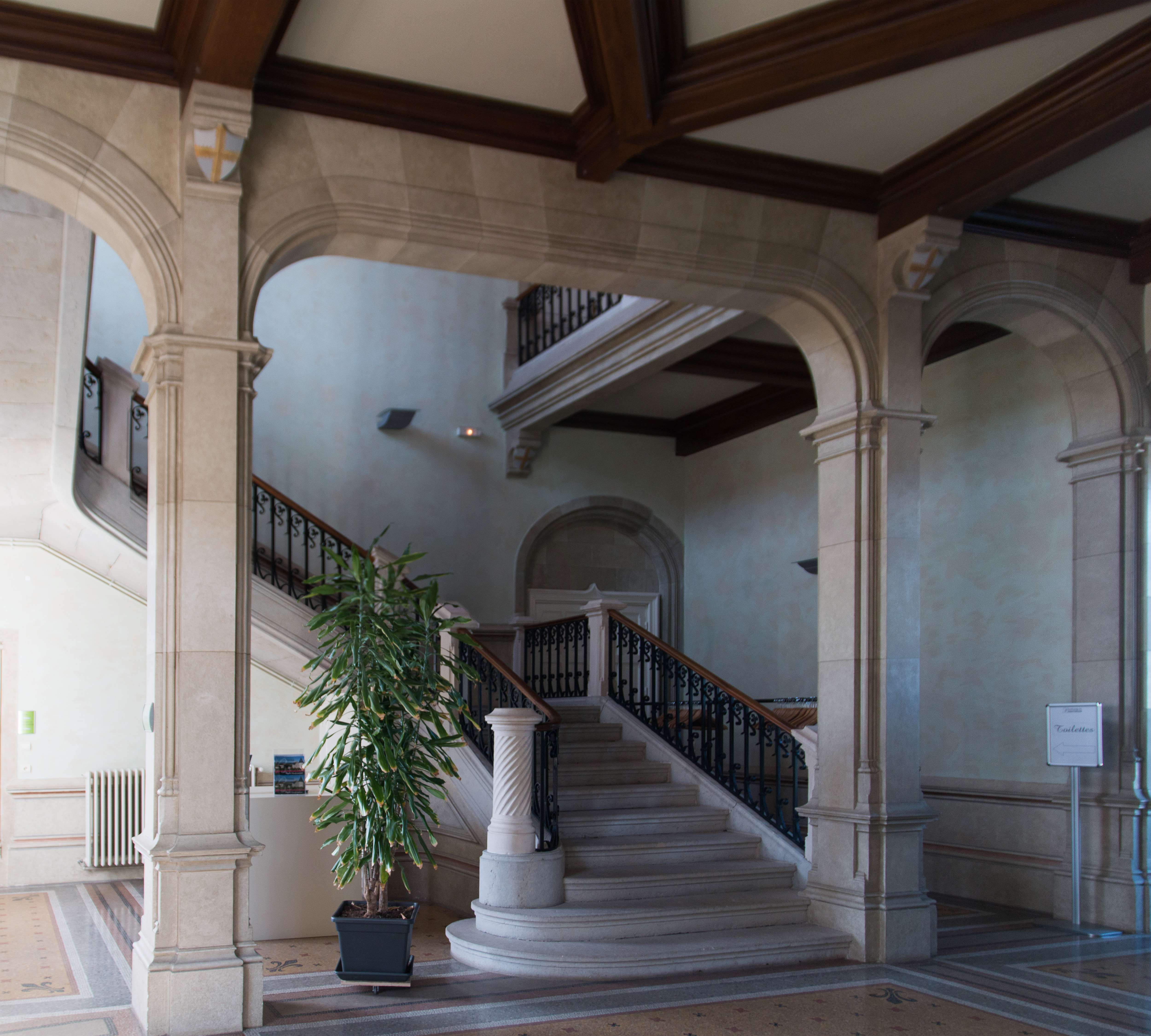
Hall et son escalier d'honneur (aile nord).
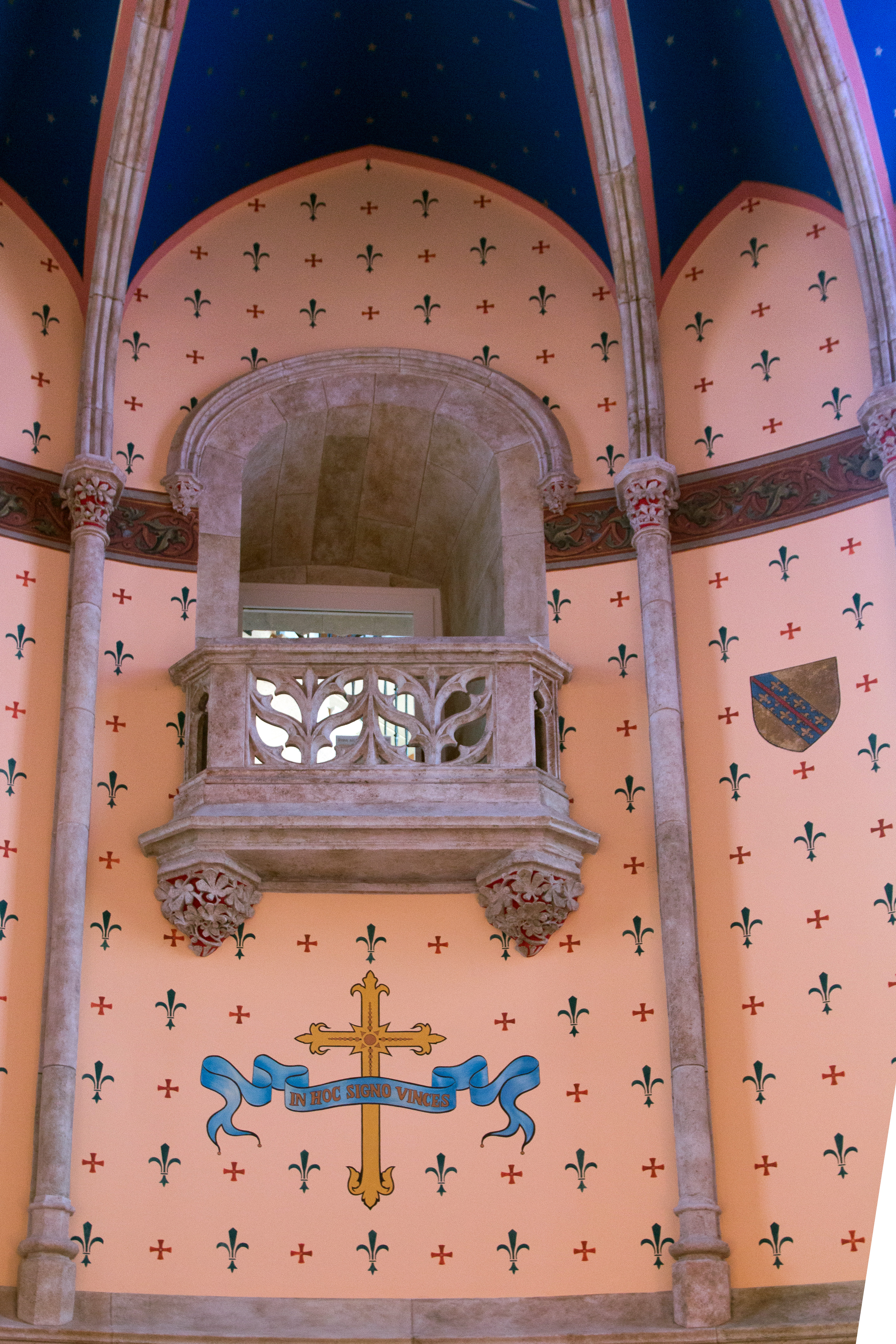
Dans la chapelle de l'aile nord.
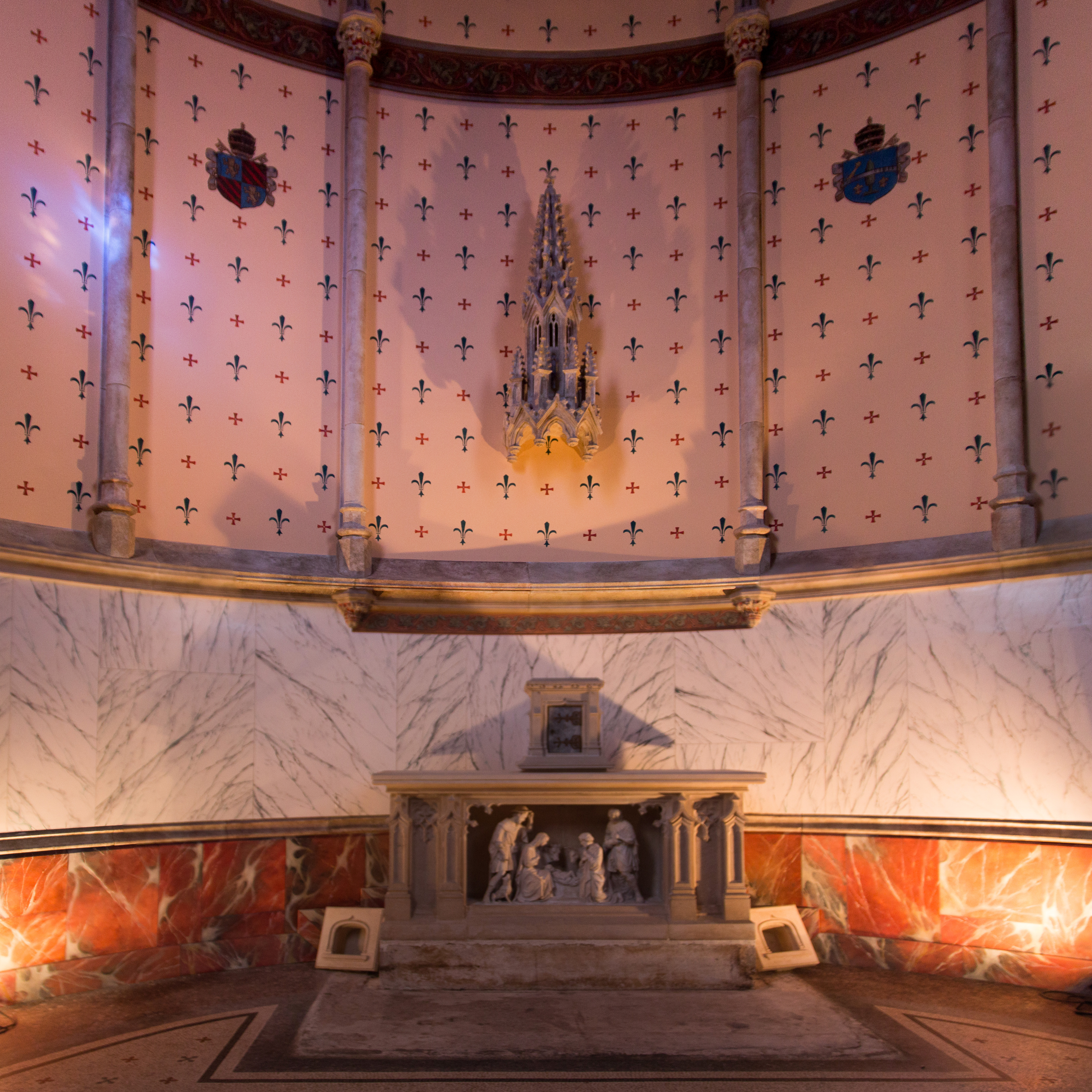
Autel dans la chapelle de l'aile nord.
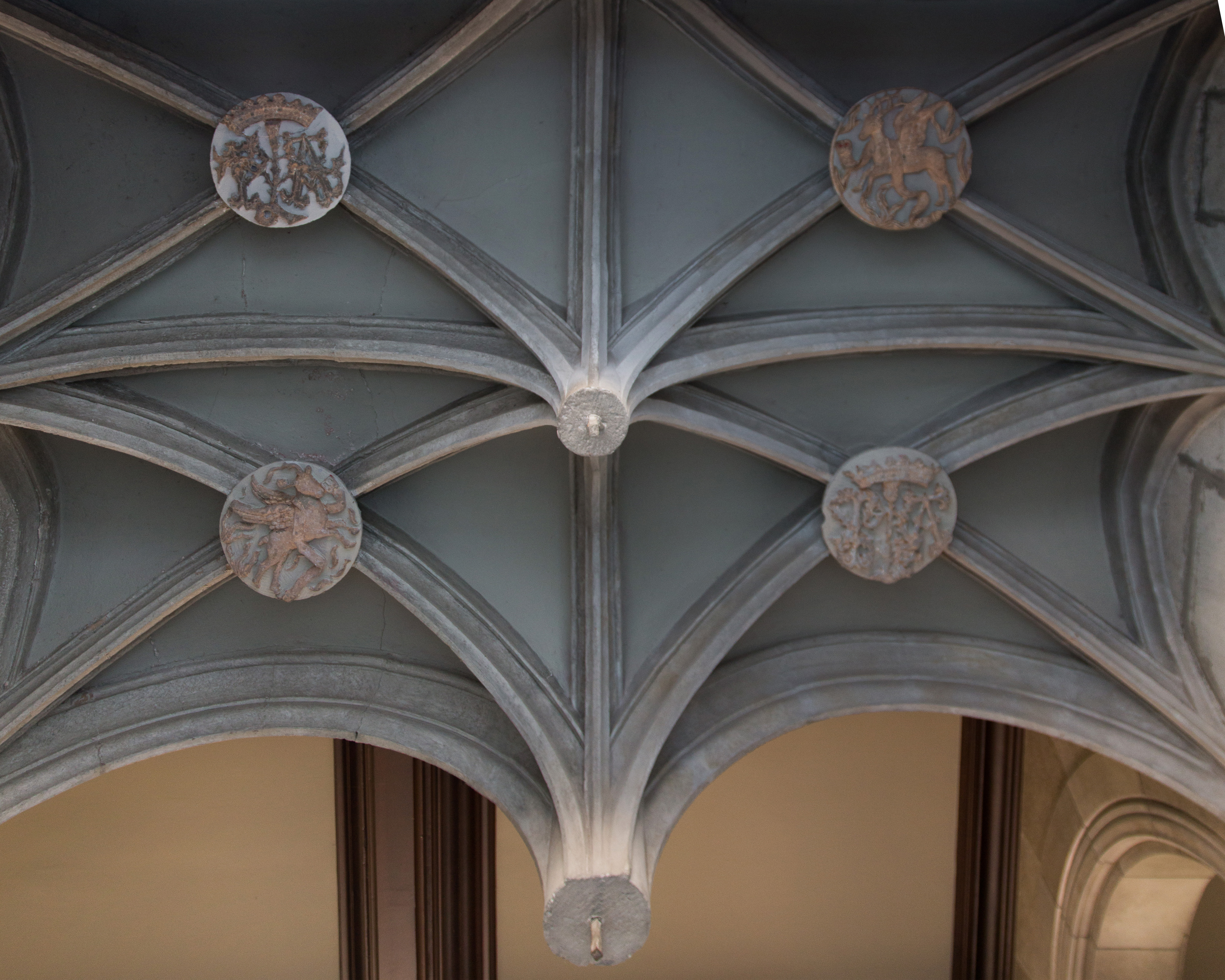
Plafond en l'honneur de Pierre II de Bourbon et Anne de France.
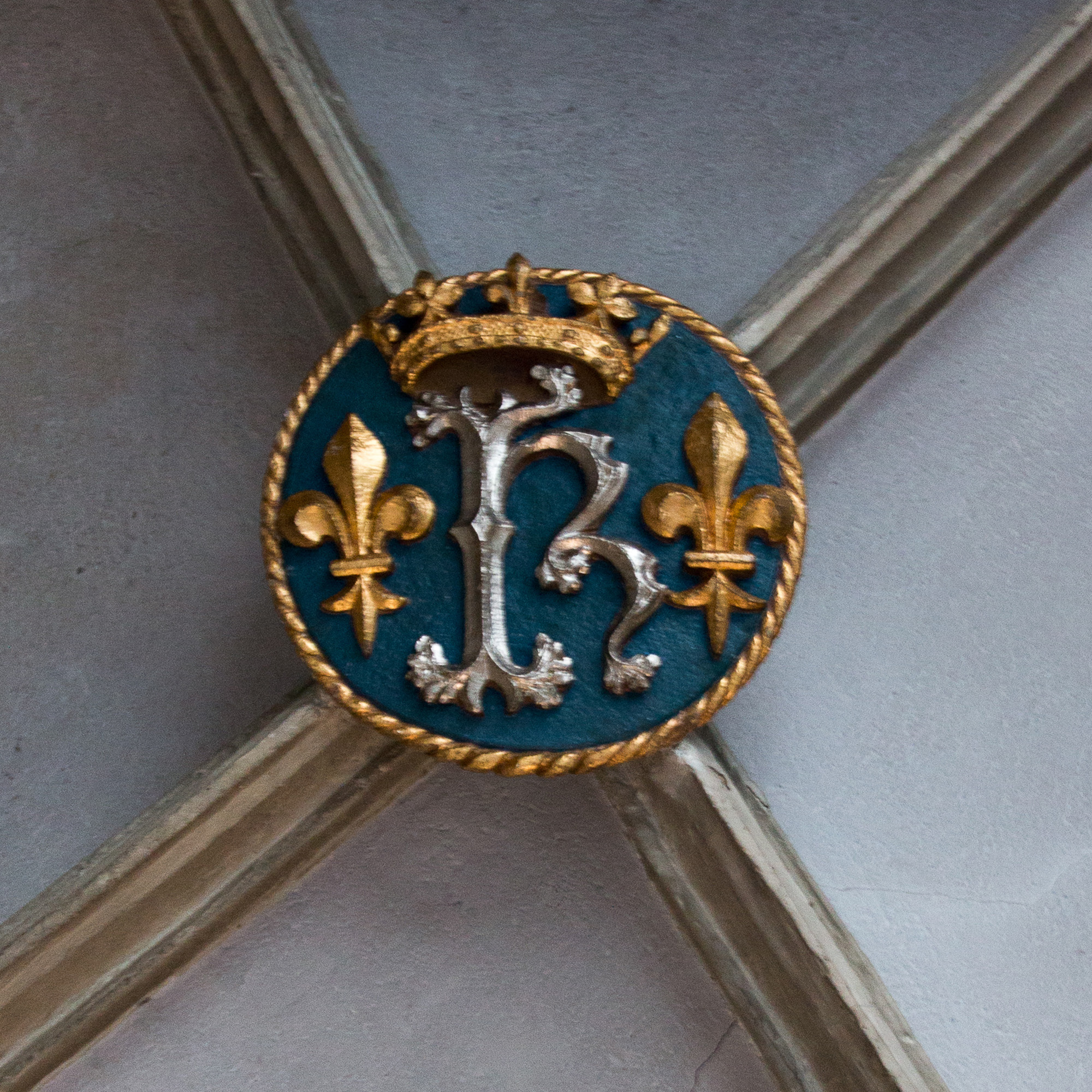
Emblème de Charles VIII (roi de France).
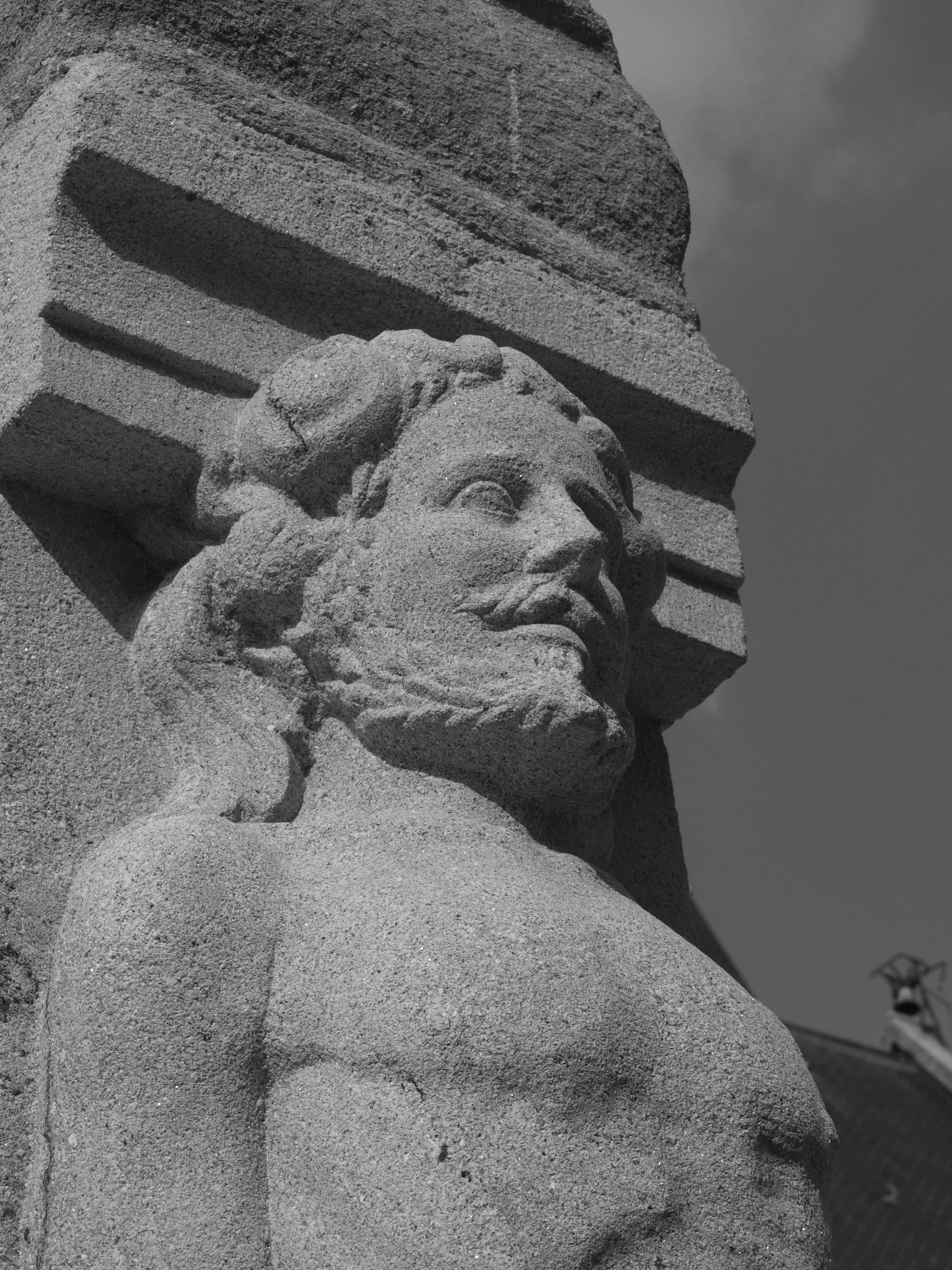
Atlante du puits de la cour d'honneur.

### Dans le parc
Un parc animalier et botanique d'une dizaine d'hectares est associé au château et comporte un certain nombre d'éléments architecturaux :
- un pavillon de plaisance en pierre surmonté d'une couverture en plomb sur toit en bois, appelé « château Gaillard » ;
- des abris en bois de forme hexagonale avec une toiture de tuiles plates (kiosque de la roseraie, abris pour les animaux) ;
- une reproduction de la tour de la chapelle du château ;
- une ferme forézienne comportant un mur de façade en pisé.

## Culture et tourisme

### Activités
Le domaine du château de Bouthéon comprend :
- un centre d'interprétation du Forez, parcours scénographié sur l'histoire et la culture forézienne ;
- un espace d'exposition temporaire dans les combles de l'aile nord ;
- un espace pour les séminaires et réceptions d'entreprise avec salles de réunions, auditorium et salons ;

Le domaine est également le lieu de différentes animations et manifestations dont, début octobre, la Fête de la Courge qui accueille sur un week-end 10 à 20 000 visiteurs par an.

### Parc animalier et aquarium
Au château de Bouthéon est adjoint un parc animalier et botanique de 12 hectares consacré à la biodiversité domestique. Près de 40 races domestiques locales sont préservées dans le parc. On peut notamment y voir :
- des chevaux de trait auxois ;
- des ânes du Bourbonnais ;
- des chèvres du Massif central ;
- des moutons « Noire du Velay » ;
- des pigeons du Gier ;
- des dindes « noir du Bourbonnais » ;
- des canards : canard de Barbarie, canard de Rouen français, coureur indien, canard huppé ;
- des poules : la Cochin, la Welsumer, la géline de Touraine et
- la Cou nu du Forez, race de poule créée par Henri Calemard, un descendant de la famille Coignet-Calemard-Allimant, anciens propriétaires du château...

Un aquarium, centre d'interprétation, est consacré à la Loire, retraçant son parcours du mont Gerbier de Jonc à l'estuaire de Saint-Nazaire et comprenant 36 espèces de poissons évoluant dans 60.000 litres d'eau douce et saumâtre.

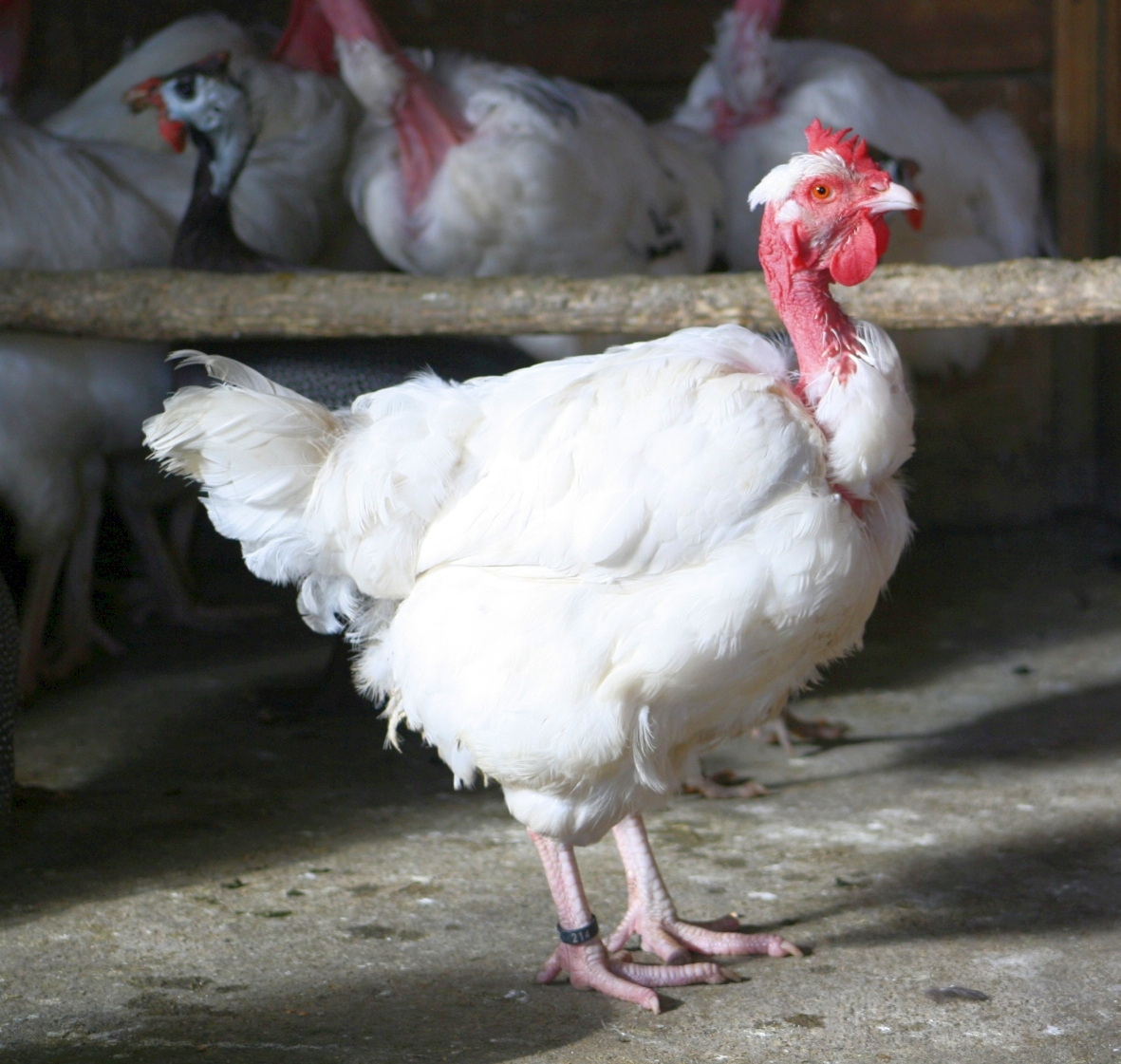
Cou nu du Forez.
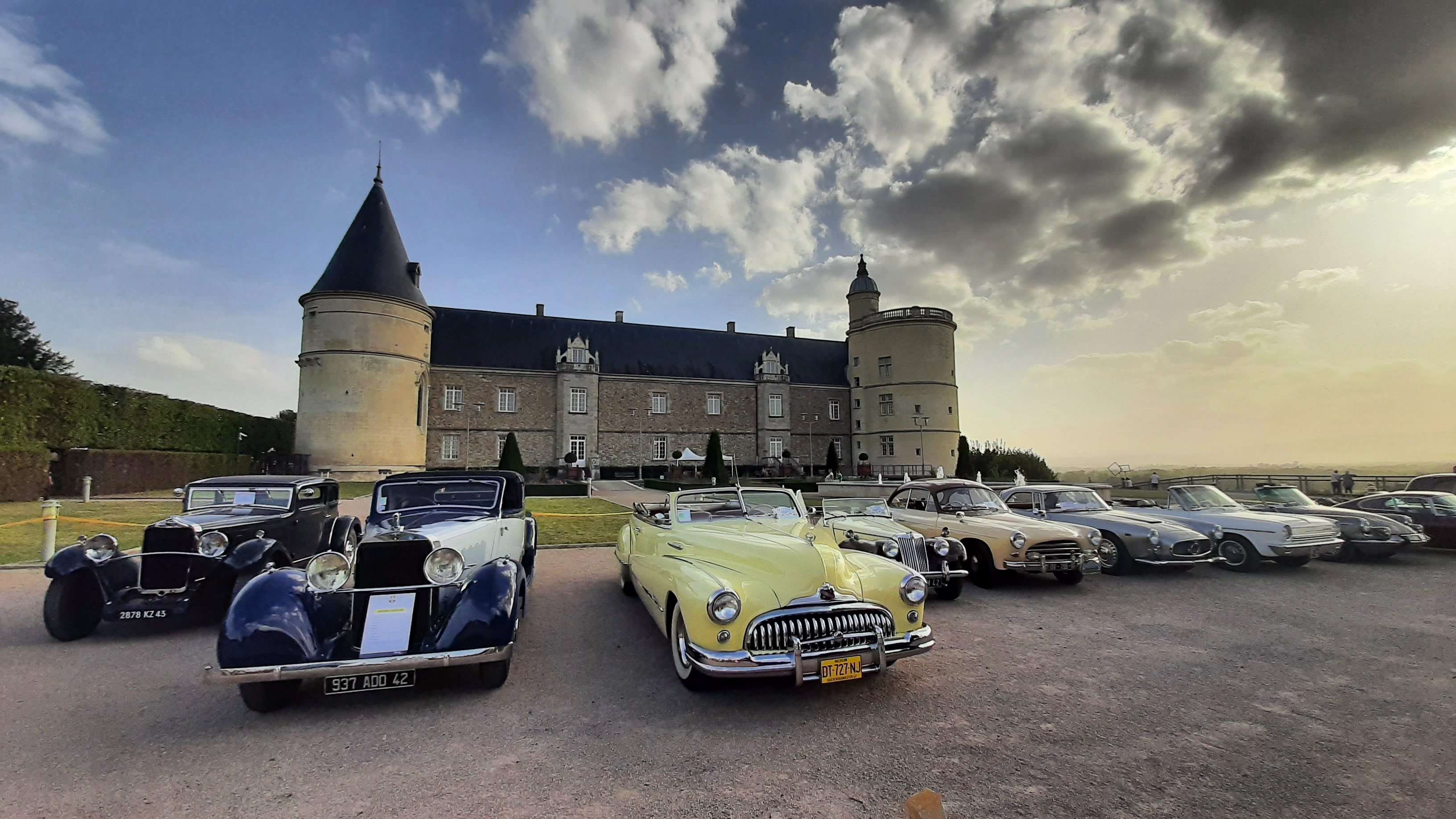
Journées du Patrimoine 2023.

### Fréquentation
Ouvert depuis 2007, le château de Bouthéon est l'un des sites les plus fréquentés du département de la Loire, selon les statistiques fournies par Loire Tourisme. Globalement, depuis son ouverture, la fréquentation annuelle du domaine (comprenant visites, animations et manifestations) oscille entre 50 000 visiteurs et 80 000 visiteurs.
En 2016, il est le deuxième site touristique du département, après le parc zoologique de Saint-Martin-la-Plaine.
A l'échelle d'Auvergne-Rhône-Alpes, Bouthéon est le quatrième château le plus fréquenté de la région, après le Château de Grignan dans la Drôme, le Château d'Annecy en Haute-Savoie et le Château de Murol dans le Puy-de-Dôme.
| 2007   | 2008   | 2009   | 2010   | 2011   | 2012   | 2013   | 2014   | 2015   | 2016   | 2017   | 2018   | 2019   |
| ------ | ------ | ------ | ------ | ------ | ------ | ------ | ------ | ------ | ------ | ------ | ------ | ------ |
| 50 000 | 50 006 | 51 325 | 59 211 | 59 892 | 63 246 | 57 790 | 69 486 | 79 130 | 75 030 | 77 230 | 79 525 | 82 560 |

Le graphique qui aurait dû être présenté ici ne peut pas être affiché car il utilise l'ancienne extension Graph, désactivée pour des questions de sécurité. Des indications pour créer un nouveau graphique avec la nouvelle extension Chart sont disponibles ici.

### Musique
Les 5 et 6 décembre 2014, Daniel Kawka et son Ensemble Orchestral Contemporain enregistrent, au château, leur version de la Symphonie n°4 de Gustav Mahler.

### Vidéographie
: document utilisé comme source pour la rédaction de cet article.
- Yves Faure et JB Archer, Le château de Bouthéon : VIII siècles de bâtisseurs, film documentaire (50 min), TL7, juillet 2010, voir en ligne.
- Alexandre Mellier, Le château de Bouthéon, émission Vu d'ici, L'agenda touristique de la Loire, saison 2, épisode 16, loiretourisme.com et TL7, 21 mai 2013, voir en ligne.